# Aileen Bernal
Aileen Haydee Bernal Ardines (La Villa de Los Santos,19 de agosto de 1994) es una modelo panameña y campeona de un concurso de belleza que ganó el título de Miss Internacional Panamá 2014 el 13 de julio de 2014 para el concurso Miss Internacional 2014.

## Biografía
Bernal tiene 5 Pies 11 pulgadas (1,81 m) de altura y compitió en el certamen nacional de belleza Miss Panamá 2014. Representó al estado de Los Santos Representó a Panamá en el certamen Miss Internacional 2014, realizado el 11 de noviembre de 2014, en Tokio, Japón, donde se ubicó en el top 10.